# Pielgrzymka do Warszawy
Pielgrzymka do Warszawy – opowiadanie Marii Dąbrowskiej z lutego 1945, opublikowane w dwutygodniku Warszawa w 1946 pod tytułem Moja pierwsza wędrówka do Warszawy, a następnie w zbiorze Gwiazda zaranna w 1955.
Opowiadanie stanowi zapis wrażeń pisarki, która 3 lutego 1945 wyruszyła z Dąbrowy Zduńskiej koło Łowicza do zniszczonej wojną Warszawy. Dąbrowska opisała szczegółowo uwarunkowania transportowe panujące na szlakach wokół Warszawy, jeszcze w trakcie działań wojennych w innych częściach Polski, a także swój odbiór ruin Warszawy i warunków mieszkania oraz pracy w gruzach stolicy.